# Кросненский повет (Любушское воеводство)
Кросненский повет (пол. Powiat krośnieński) — повет (район) в Польше, входит как административная единица в Любушское воеводство. Центр повета — город Кросно-Оджаньске. Занимает площадь 1391 км². Население — 55 943 человека (на 31 декабря 2015 года).

## Административное деление
- города: Губин, Кросно-Оджаньске
- городские гмины: Губин
- городско-сельские гмины: Гмина Кросно-Оджаньске
- сельские гмины: Гмина Бобровице, Гмина Бытница, Гмина Домбе, Гмина Губин, Гмина Машево

## Население
Население повета дано на 31 декабря 2015 года.
| Перепись            | Всего  | Мужчины | Женщины |
| ------------------- | ------ | ------- | ------- |
| Всего               | 55 943 | 27 457  | 28 486  |
| Городское население | 28 452 | 13 639  | 14 813  |
| Сельское население  | 27 491 | 13 818  | 13 673  |